# 구라이시촌
노나이촌(峰浜村) 일본 아오모리현 산노헤군에 있던 촌이다. 사과 외에 재배되고 있고 .농업이나 구라이시소로 대표되는 축산업이 왕성한다.

## 지리
산노헤군 북부의.내륙 부근에 위치한다.촌 안의 토지 이용은 대부분은 숲과농지이다.

## 역사

### 연혁
- 1889년 4월 1일 - 정촌제 시행에 수반해 3촌을 합병해 구라이시촌이 성립하였다.
- 1970년 8월 1일 - 도와다시의 경계 일부를 변경하였다.
- 1971년 8월 1일 - 도와다시의 경계 일부를 변경하였다.
- 2004년 7월 1일 - 고노헤정에 편입되어 구라이시촌은 소멸하였다.
- 2008년 12월 26일 - 합병 후에 설치되어 있던 고노헤정 동사무소 구라이시본청이 폐청되었다

## 교통
촌내에는 철도 노선이 없다

### 도로
- 국도 454호선
- 아오모리 현도 142호 구라이시고토 선
- 아오모리 현도 168호 기리다 고노헤 선